# Anisus
Anisus ist eine Gattung der Familie der Tellerschnecken (Planorbidae) aus der Unterordnung der Wasserlungenschnecken (Basommatophora). Es handelt sich um kleine Formen mit einem fast planispiral aufgerollten Gehäuse.

## Merkmale
Die Gehäuse der Anisus-Arten sind klein (bis etwa 10 mm in der Breite, bis 2 mm in der Höhe) und flach-scheibenförmig, lediglich die Bauchseite ist geringfügig stärker eingetieft als die Rückenseite. Die Mündung ist meist mehr oder weniger schräg zur Windungsachse, die Windungen umfassen sich nur mäßig bis gering. Sie nehmen auch nur mäßig zu, und es werden etwa 4 bis 8 Umgänge gebildet. Manchen Arten bilden auf den ersten Umgängen oder auch letzten Umgängen mehr oder weniger deutliche Kanten aus.

## Lebensweise, Vorkommen und Verbreitung
Die Tiere leben in Sümpfen, Teichen und auch in zeitweilig austrocknenden Gewässern. Sie leben von pflanzlicher Substanz und möglicherweise auch von Detritus. Die Arten der Gattung sind paläarktisch verbreitet.

## Systematik
Die Gattung wird von vielen Autoren in zwei Untergattungen Anisus (Anisus) und Anisus (Disculifer) C. Boettger, 1944 unterteilt. Die in Europa vorkommenden Arten sind:
- Enggewundene Tellerschnecke (Anisus (Anisus) calculiformis (Sandberger, 1875))
- Weißmündige Tellerschnecke (Anisus (Anisus) leucostoma (Millet, 1813))
- Gelippte Tellerschnecke (Anisus (Anisus) spirorbis (Linnaeus, 1758))
- Anisus (Anisus) strauchianus (Clessin, 1886)
- Scharfe Tellerschnecke (Anisus (Disculifer) vortex (Linnaeus, 1758))
- Zierliche Tellerschnecke (Anisus (Disculifer) vorticulus (Troschel, 1834))